# Heggenduizendknoop
De heggenduizendknoop (Fallopia dumetorum, basioniem: Polygonum dumetorum) is een algemeen voorkomende, vaste, rechtsom slingerende klimplant met pijlvormige bladeren uit de duizendknoopfamilie (Polygonaceae). De plant komt voor in Europa, Siberië en Noord-Amerika. Deze soort onderscheidt zich van de zwaluwtong (Fallopia convolvulus) door de glanzende vruchtjes en de duidelijke, vliezige zoom of vleugel om de vruchtjes.
De heggenduizendknoop bloeit van juli tot oktober.

## Ecologie
De heggenduizendknoop groeit in kreupelhout en in heggen of zoals op de foto ook in hekwerken.

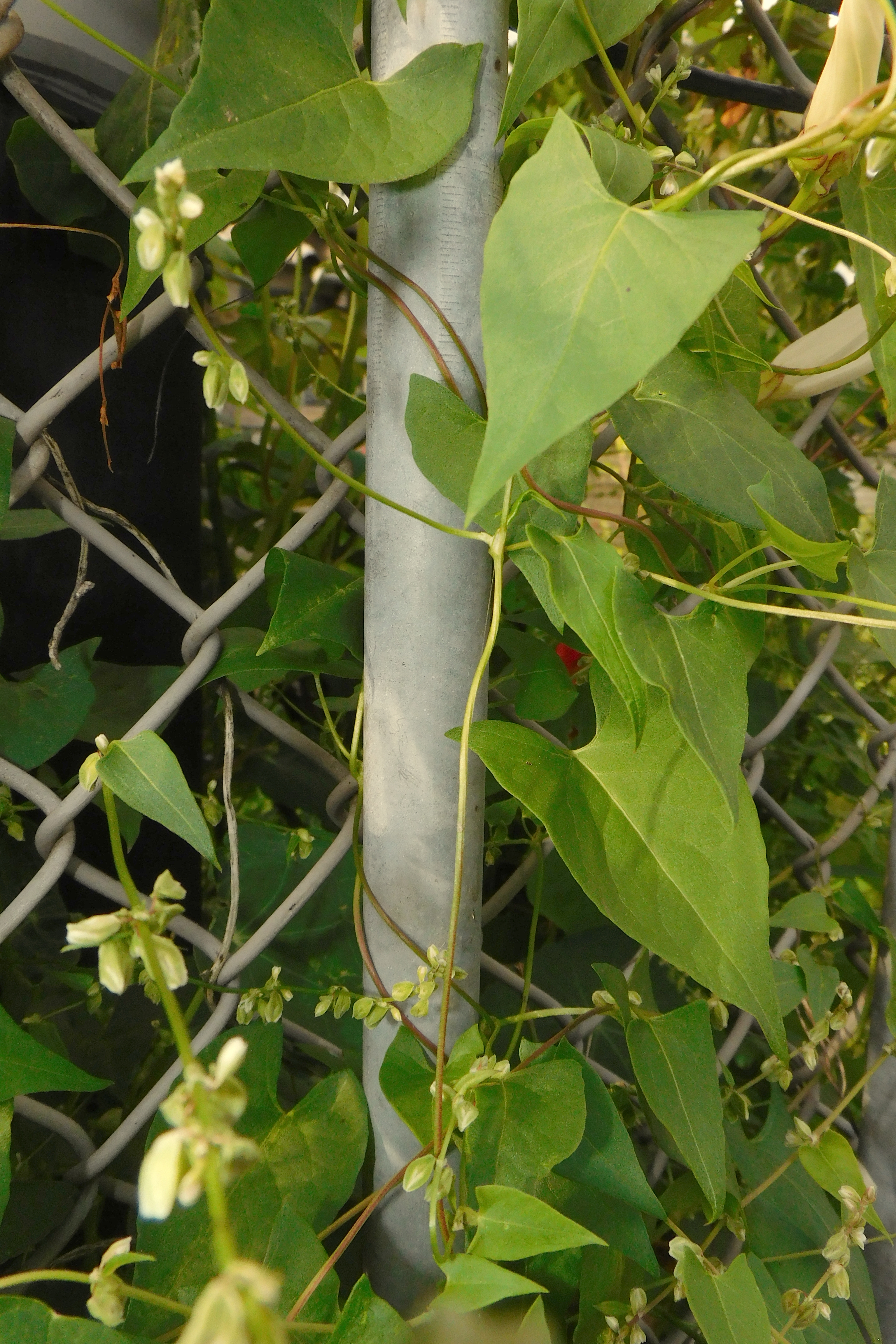
Heggenduizendknoop rechtsdraaiend
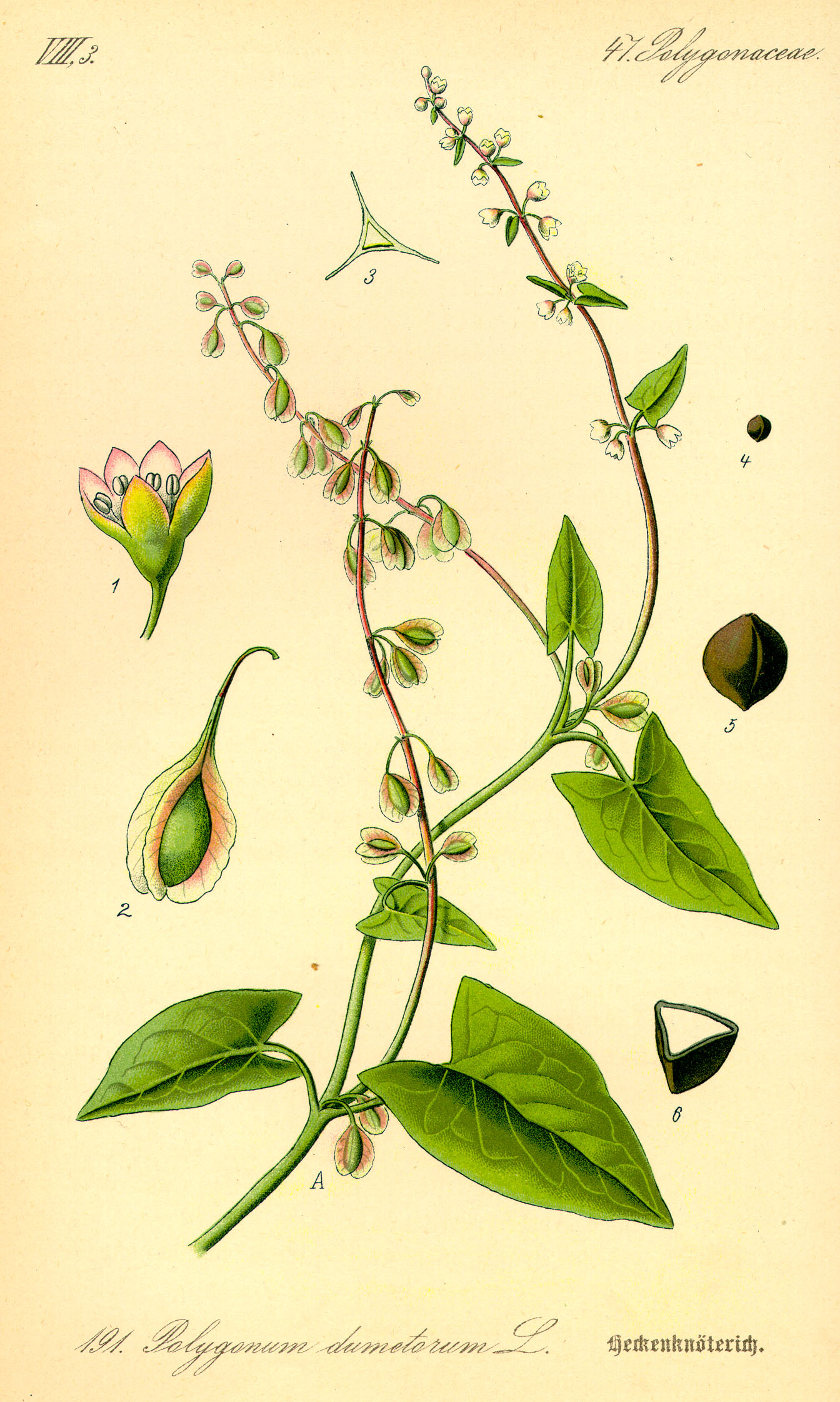
Heggenduizendknoop
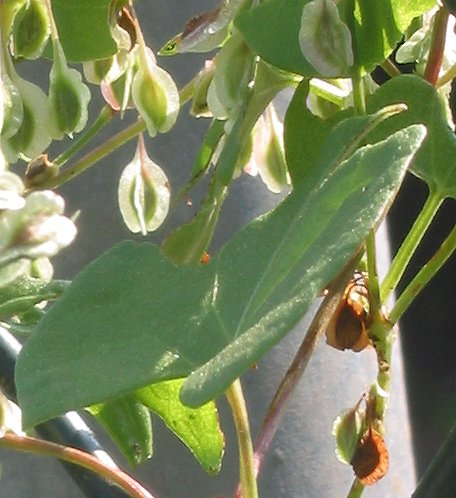
Heggenduizendknoop
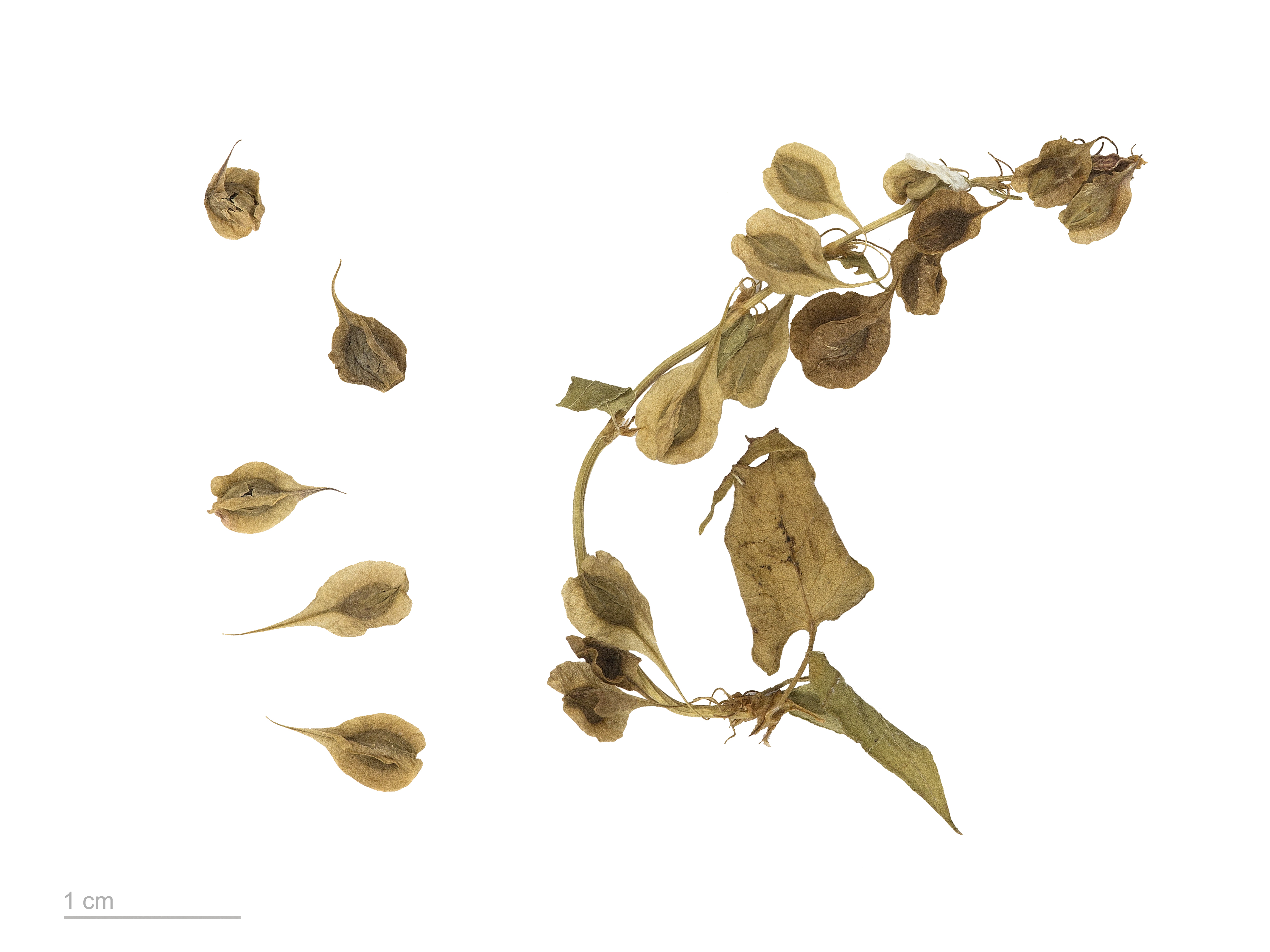
Fallopia dumetorum

## Namen in andere talen
- Engels: Copse Bindweed
- Duits: Hecken-Knöterich
- Frans: Renouée des haies
- Deens: Vinget Pileurt